# 丸山修二
丸山修二（まるやま しゅうじ，1972年1月4日—），日本動畫師、原畫師，隸屬於TYO動畫。群馬縣高崎市出身。 另一名義為山本 修。

## 參與作品
※表示說明名義是山本 修。

### 電視動畫
1996年
- 妖精狩獵者（動畫）
- 靈異教師神眉（動畫）
- 守護天使莉莉佳（動畫）
- 神劍闖江湖-明治劍客浪漫譚-（動畫）

1997年
- 少女革命（動畫）

1998年
- 螺絲俠 Eatman'98（日语：EAT-MAN）（原畫）
- 女惡魔人（原畫）
- 魔術士歐菲（原畫）
- LEGEND OF BASARA（日语：螺絲俠 Eatman'98）（動畫）

1999年
- 頭文字D Second Stage（原畫、動畫檢查、動畫）
- 此時此刻的我（動畫）
- 丸少爺（動畫）

2000年
- 遊戲王－怪獸之決鬥（原畫、動畫檢查、動畫）

2001年
- 逮捕令Second Season（原畫）※
- 聖石小子（原畫）※

2002年
- 閃靈二人組（原畫）※
- 鬼眼狂刀（原畫）※
- 名偵探柯南（動畫）
- 萊姆色戰奇譚（原畫）※

2003年
- 北方戀曲（原畫）※
- 魔偵探洛基（原畫）※
- 陽光伴我行（日语：まっすぐにいこう。）（動畫）
- 闇與帽子與書的旅人（原畫）※

2004年
- 我們這一家（原畫）
- 逐漸甦醒的記憶（原畫）※
- 今天是魔王!（原畫）※
- 烏龍派出所（原畫、動畫檢查）
- 遙遠時空-八葉抄-（原畫、動畫檢查）
- 棒球大聯盟 第一季（原畫）※

2005年
- 光速蒙面俠21（作畫監督、作畫監督輔佐、原畫、第二期・第4期片頭曲原畫）※一度以山本 修名義參與作品
- 槍與劍（原畫）※
- 機動新撰組 萌之劍（原畫）※
- 琉球武士瘋雲錄（第二原畫）※

2006年
- 死亡代理人（原畫）※
- 鍵姬物語（日语：鍵姫物語 永久アリス輪舞曲）（作畫監督）※
- 銀河鐵路物語〜永遠的分歧點〜（原畫）※
- 金色琴弦～primo passo～（原畫）
- 黑騎士（原畫）※
- Soul Link（作畫監督）※
- .hack//Roots（原畫）※
- 暮蟬悲鳴時（原畫）※
- Fate/stay night（原畫）※
- 血戰（原畫）※
- 吉永家的石像怪（片頭曲原畫）※
- 鍊金三級魔法少女（片頭曲原畫）

2007年
- 鋼鐵神吉克（第二原畫）※
- 瀨戶的花嫁（原畫）※
- 天元突破 紅蓮螺巖（第二原畫）※
- 純愛手札 Only Love（原畫）※
- 藍蘭島漂流記（原畫）※
- 女優大試煉（作畫監督）※
- 英雄時代（原畫）

2008年
- 家庭教師HITMAN REBORN!（原畫）
- 骷髏13（原畫）
- 新·安琪莉可（片頭曲原畫）
- 無限之住人（原畫）※
- 遊戲王5D's（人物設計、總作畫監督、作畫監督、原畫、第1期・第2期・第5期片頭曲・片尾曲作畫監督、第2期片頭曲原畫、開播前原畫）

2009年
- 神曲奏界（原畫）
- 天降之物（原畫）
- 乃木坂春香的秘密（片頭曲原畫）
- 魔力充電娘（原畫）
- Phantom -PHANTOM OF INFERNO-（原畫）※
- BLEACH（作畫監督、原畫）

2011年
- C³ -魔幻三次方-（作畫監督）
- 咚隆隆炎魔君（作畫監督、原畫、第二原畫）
- 魔劍姬！（原畫）
- 轉吧！企鵝罐（原畫）
- 遊戲王ZEXAL（作畫監督、原畫、動畫、第2期・第3期片頭曲原畫）

2012年
- 偶像學園（作畫監督輔佐）
- 創聖機械天使EVOL（原畫）
- 宇宙兄弟（原畫）
- 宇宙戰艦大和號2199（原畫）
- 心連·情結（作畫監督）
- 坂道上的阿波羅（原畫）
- 美少女死神 還我H之魂！（作畫監督）
- 惡魔高校D×D（作畫監督）
- 向陽素描×蜂窩（作畫監督、原畫）
- 武裝神姬（作畫監督輔佐、原畫）
- 遊戲王ZEXAL II（總作畫監督、作畫監督、原畫、第1期・第2期・第3期片頭曲原畫、第3期片尾曲原畫）
- 輪迴的拉格朗日（原畫）

2013年
- 卡片鬥爭先導者－王牌連接篇（原畫）
- 銀河機攻隊 莊嚴皇子（原畫）
- 琴浦小姐（作畫監督）
- THE UNLIMITED 兵部京介（作畫監督）
- 東京闇鴉（作畫監督、原畫）
- 惡魔高校D×D NEW（作畫監督）
- Fate/kaleid liner 魔法少女☆伊莉雅（作畫監督）
- 二人是少女福爾摩斯（作畫監督）
- BLOOD LAD 血意少年（原畫）
- 記錄的地平線（作畫監督）

2014年
- 卡片鬥爭先導者－雙鬪搭檔篇（原畫）
- 電波少女與錢仙大人（作畫監督）
- 黑執事 Book of Circus（作畫監督）
- 噬魂者NOT！（作畫監督輔佐）
- 屬性同好會（片頭曲作畫）
- 笑傲曇天（道具設計、作畫監督、作畫監督輔佐、原畫）
- 元氣囝仔（作畫監督）
- 風雲維新大將軍（作畫監督）
- 鬼燈的冷徹（原畫）
- 三坪房間的侵略者！？（作畫監督）

2015年
- 卡片鬥爭!! 先導者G（作畫監督）
- 聖劍使的禁咒詠唱（作畫監督）
- 小長門有希的消失（作畫監督）
- 干物妹小埋（作畫監督、作畫監督輔佐）
- 可塑性記憶（作畫監督）
- 御神樂學園組曲（作畫監督、作畫監督輔佐、原畫）
- 山田君與7人魔女（作畫監督）
- 遊戲王ARC-V（原畫）
- 亂步奇譚 拉普拉斯的遊戲（作畫監督）
- The Rolling Girls（作畫監督、原畫）

2016年
- Active Raid－機動強襲室第八係－（作畫監督）
- 幸運邏輯（作畫監督）
- 甲鐵城的卡巴內利（原畫）
- Terra Formars ~火星任務~Revenge（原畫）

2017年
- 風夏（作畫監督）
- 雛邏輯～來自幸運邏輯～（作畫監督）
- 時間支配者（總作畫監督）
- 網路勝利組（作畫監督、原畫）

2019年
- 笑容的代價（作畫監督）
- 異世界超能魔術師（人物設定）

2022年
- 機動戰士鋼彈 水星的魔女（作畫監督）

### 劇場版動畫
1997年
- 神劍闖江湖-明治劍客浪漫譚-維新志士的安魂曲（動畫）

1999年
- 史上最惡爆彈大作戰！（動畫）
- 神奇寶貝劇場版：夢幻之神奇寶貝 洛奇亞爆誕（動畫）

2000年
- 動畫丸少爺 丸少爺與せみら的夏天約定（日语：映画おじゃる丸 約束の夏 おじゃるとせみら）（動畫）

2006年
- 真救世主傳說 北斗神拳 拉歐傳 殉愛章（原畫）※
- 劇場版 遙遠時空 舞一夜（原畫）

2007年
- 真救世主傳說 北斗神拳 拉歐傳 激烈章（原畫）※

2008年
- 真救世主傳說 北斗神拳ZERO 拳志郎傳（原畫）

2009年
- 劇場版II Paradise Lost（原畫）
- 劇場版 小雙俠 新雙俠機械大集合! 玩具國大決戰，骰子！（原畫）

2010年
- 10th週年劇場版 遊戲王 ～超融合！跨越時空的羈絆～（作畫監督）

2011年
- 閃電十一人GO 究極之絆 獅鷲獸（原畫）
- Macross F 戀離飛翼（原畫）

2012年
- 火影忍者劇場版 忍者之路（作畫監督）

2013年
- 輝耀姬物語（塗線作畫）

2014年
- 劇場版偶像學園（作畫監督）
- 新劇場版 頭文字D Legend1-覺醒-（原畫）
- 卡片鬥爭!! 先導者 劇場版（作畫監督）
- 女神異聞錄3 THE MOVIE #2 Midsummer Knight's Dream（作畫監督）

2015年
- 新劇場版 頭文字D Legend2-闘走-（原畫）

2016年
- 遊戲王 次元的黑暗面（作畫監督）

### OVA
1999年
- 神劍闖江湖-明治劍客浪漫譚-追憶篇（動畫）

2001年
- 動畫製作進行庫洛米（日语：アニメーション制作進行くろみちゃん）（動畫）

2002年
- 歡樂課程（原畫）※

2003年
- 動畫製作進行庫洛米2（日语：アニメーション制作進行くろみちゃん）（原畫、動畫檢查）

2004年
- 夏色的砂時計（原畫、動畫檢查）（原畫）※
- 想君 ～秋之回憶～（原畫）※
- ねとらん者 THE MOVIE（日语：ねとらん者 THE MOVIE）（原畫）※
- 萊姆色戰奇譚（原畫）※

2006年
- MURDER PRINCESS（日语：MURDER PRINCESS）（片頭曲原畫）※

2007年
- 鴉 -KARAS-（原畫）※
- 初犬 THE ANIMATION（作畫監督、原畫、第二原畫）※

2008年
- 遊戲王5D's 進化的決戰星塵龍VS闇紅惡魔龍（人物設計）
- 魯邦三世GREEN vs RED（原畫）

### 遊戲
- BLEACH（2D原畫）

2011年
- 電擊射手（日语：電激ストライカー）（第一原畫）

## 外部連結
- 丸山修二的X（前Twitter）
- 丸山修二 網誌（页面存档备份，存于） （日語）